# 圣母圣殿主教座堂 (瓜德罗普)
瓜德罗普圣母圣殿主教座堂（法語：Basse-Terre Cathédrale Notre-Dame de Guadeloupe）是法国海外省瓜德罗普首府巴斯特尔的天主教宗座圣殿。其供奉的是在加勒比海地区享有盛名的瓜达露佩圣母。

## 创建
方济各会士于1670年渡Herbes河（Rivière aux Herbes）到此地建教堂以献给圣方济各。到1713年，这里很快就成了方济各会的堂区。1736年，方济嘉布遣会重修了教堂。

## 重修
由于法国大革命的关系，该堂至1802年才恢复正常秩序。1837年建了一个独立的尖塔。1845年到1846年，教堂在神父Charles Maurel的努力下大力扩张。1850年，教堂被提升为主教座堂。1867年，神父Blang开始重修他形容为“破乡下教堂”的老教堂。新建了带祭台周围回廊的诗班席，挪走钟之后将一尊圣母雕像摆放在前面。带屏风的祭台（maître-autel）也被装好。在教堂半圆壁龛底下是石墓。
重修仍在进行。
中殿覆以镶板拱顶（voûte lambrissée），侧殿成了围绕诗班席的祭台周围回廊。西立面借鉴了古典建筑形式。精雕细刻的山形墙加于大门顶端。尖塔则是独立的。